# Карпушкин, Александр Вадимович
Александр Вадимович Карпушкин (род. 18 сентября 1991, Москва) — российский хоккеист, защитник.

## Биография
До 13 лет занимался в школе ЦСКА, в 2006 году перешёл в «Динамо». В сезоне 2006/07 дебютировал в первой лиге первенства России в составе «Динамо-2». Сезон 2009/10 отыграл в МХЛ в молодёжной команде «Динамо», созданной на базе «Динамо-2». В сезоне 2009/10 провёл четыре матча в КХЛ в составе ОХК «Динамо». Играл за фарм-клубы «Динамо» в МХЛ в сезонах 2010/11 — 2012/13 («Шериф» Тверь, ХК МВД Балашиха) и в ВХЛ — «Динамо» Балашиха (2011—2013). Вторую половину сезона 2013/14 провёл в ХК «Липецк» в ВХЛ. Играл в этой лиге за «Буран» Воронеж (2014/15) и «Кристалл» Саратов (2015/16), из которого ушёл из-за постоянных задержек зарплаты.
Серебряный призёр чемпионата мира среди юниоров 2009.
Первые проблемы со здоровьем начались у Карпушкина летом 2011 года — на сборе в Пинске он получил травму и уехал раньше времени. Летом 2014 года на сборах в составе новокузнецкого «Металлурга» снова получил травму и пропустил основную часть сборов. В апреле 2016 года Карпушкин был экстренно доставлен в больницу с подозрением на аппендицит, однако у него была выявлена болезнь Крона. Карпушкину удалили почти метр кишечника, он получил третью группу инвалидности.